# Saint-Cyr-sur-Mer
Saint-Cyr-sur-Mer is een gemeente aan de Middellandse Zee in het Franse departement Var (regio Provence-Alpes-Côte d'Azur) en telt 11.797 inwoners (2006). De plaats maakt deel uit van het arrondissement Toulon.

## Geografie
De oppervlakte van Saint-Cyr-sur-Mer bedraagt 21,15 km², de bevolkingsdichtheid is 558 inwoners per km².
Saint-Cyr-sur-Mer bestaat uit drie kernen:
- Saint-Cyr, in het binnenland;
- Les Lecques, de belangrijkste haven en badplaats;
- La Madrague, rond een kleinere haven.

## Verkeer en vervoer
In de gemeente ligt spoorwegstation Saint-Cyr-les-Lecques-la-Cadière.
De onderstaande kaart toont de ligging van Saint-Cyr-sur-Mer met de belangrijkste infrastructuur en aangrenzende gemeenten.

## Demografie
Onderstaande figuur toont het verloop van het inwonertal (bron: INSEE-tellingen).

## Geschiedenis
Het gebied van Saint-Cyr-sur-Mer wordt sinds de prehistorie bewoond. Uit de Romeinse tijd stammen talrijke archeologische vondsten, die tegenwoordig in het Musée de Tauroentum te bezichtigen zijn.
In 1825 splitste Saint-Cyr-sur-Mer zich af van het naburige La Cadière-d'Azur.
Bij gelegenheid van de ingebruikneming van het eerste waterleidingnet in 1913 werd op de Place Portalis een verkleinde replica van het Vrijheidsbeeld geplaatst.

## Economie
De belangrijkste bronnen van inkomsten zijn landbouw (fruit, groente, olijven en vooral wijn: Côtes de Provence AOC Bandol) en toerisme.

## Zustergemeenten
- Denzlingen (Duitsland)
- Città della Pieve (Italië)